# Бронівська сільська рада
Броні́вська сільська́ ра́да — адміністративно-територіальна одиниця та орган місцевого самоврядування в Волочиському районі Хмельницької області. Адміністративний центр — село Бронівка.

## Загальні відомості
- Територія ради: 26,638 км²
- Населення ради: 828 осіб (станом на 2001 рік)
- Територією ради протікає Бованець

## Населені пункти
Сільській раді були підпорядковані населені пункти:
- с. Бронівка
- с. Видава

## Склад ради
Рада складалася з 12 депутатів та голови.
- Голова ради: Тичинський Анатолій Антонович
- Секретар ради: Тернавська Ольга Миколаївна

### Керівний склад попередніх скликань
| Прізвище, ім'я, по батькові   | Основні відомості                                                 | Дата обрання | Дата звільнення |
| ----------------------------- | ----------------------------------------------------------------- | ------------ | --------------- |
| Тичинський Анатолій Антонович | Сільський голова, 1959 року народження, освіта вища, безпартійний | 26.03.2006   | 31.10.2010      |
| Тичинський Анатолій Антонович | Сільський голова, 1959 року народження, освіта вища, безпартійний | 31.10.2010   |                 |

Примітка: таблиця складена за даними сайту Верховної Ради України

### Депутати
За результатами місцевих виборів 2010 року депутатами ради стали:

#### За суб'єктами висування
| Суб'єкт висування | Кількість обраних депутатів | %   |
| ----------------- | --------------------------- | --- |
| Самовисування     | 12                          | 100 |

#### За округами
| № округу | Прізвище, ім'я, по батькові    | Дата визнання обраним | Освіта             | Партійна приналежність | Відомості про обраного депутата              |
| -------- | ------------------------------ | --------------------- | ------------------ | ---------------------- | -------------------------------------------- |
| 1        | Мельник Світлана Іванівна      | 01.11.2010            | середня спеціальна | позапартійна           | Бронівська бібліотека, завідувачка           |
| 2        | Тернавська Ольга Миколаївна    | 01.11.2010            | середня спеціальна | позапартійна           | Бронівська сільська рада, секретар виконкому |
| 3        | Турчин Антоніна Василівна      | 01.11.2010            | середня            | позапартійна           | тимчасово не працює                          |
| 4        | Корецький Сергій Олександрович | 01.11.2010            | середня спеціальна | позапартійний          | м. Волочиськ, охоронець                      |
| 5        | Заворотна Антоніна Петрівна    | 01.11.2010            | середня спеціальна | позапартійна           | Бронівський фельдшерський пункт, завідувач   |
| 6        | Тернавська Наталя Степанівна   | 01.11.2010            | середня            | позапартійна           | Бронівський будинок культури, директор       |
| 7        | Фіщук Ніна Василівна           | 01.11.2010            | середня            | позапартійна           | тимчасово не працює                          |
| 8        | Подолян Віктор Григорович      | 01.11.2010            | середня            | позапартійний          | ПП «Вигода» с. Видава, головний інженер      |
| 9        | Кухар Василь Дмитрович         | 01.11.2010            | середня            | позапартійний          | приватний підприємець с. Видава              |
| 10       | Примуд Ольга Вікторівна        | 01.11.2010            | середня            | позапартійна           | с. Видава, соціальний працівник              |
| 11       | Гурц Валерій Іванович          | 01.11.2010            | середня            | позапартійний          | школа с. Видава, вчитель                     |
| 12       | Паращин Валентина Антонівна    | 01.11.2010            | середня            | позапартійна           | бібліотека с. Видава, завідувачка            |